# Kvarntjärnen (Malingsbo socken, Dalarna, 664709-147141)
Kvarntjärnen är en sjö i Smedjebackens kommun i Dalarna och ingår i Norrströms huvudavrinningsområde.